# Killing Me Softly with His Song
Killing Me Softly with His Song ist ein Folksong von Lori Lieberman aus dem Jahr 1972. Er wurde von Norman Gimbel (Text) und Charles Fox geschrieben. 1973 wurde das Stück mit Roberta Flack zum internationalen Hit. 1996 hatte der Song in der Version der Hip-Hop-Gruppe Fugees mit der Sängerin Lauryn Hill erneut großen Erfolg.

## Entstehungsgeschichte
Als Lieberman 1971 im Club Troubadour in Los Angeles ein Konzert von Don McLean gehört hatte und von dessen Lied Empty Chairs beeindruckt war, notierte sie ihre Eindrücke auf einer Serviette. Daraus verfasste Norman Gimbel den Text und Charles Fox komponierte die Musik. Noch im selben Jahr nahm Lieberman den Song auf und veröffentlichte ihn auf ihrem 1972 erschienenen Debütalbum Lori Lieberman.
Später bestritten Fox und Gimbel, der damals eine Liebesbeziehung mit Lieberman hatte, Liebermans Version der Entstehungsgeschichte. So soll Gimbel den Song Killing Me Softly with His Blues bereits geschrieben haben. Als er ihn dann mit Fox und Lieberman besprach, erinnerte das Stück Lieberman an Don McLeans Konzert. Laut Gimbel und Fox hatte Lieberman keinerlei Autorenschaft am Lied. Auch wenn McLean Liebermans Version unterstützt hatte, konnte die Entstehungsgeschichte erst mit dem Auffinden eines früheren Zeitungsartikels endgültig geklärt werden, der Liebermans Aussage belegte.

## Roberta Flacks Version

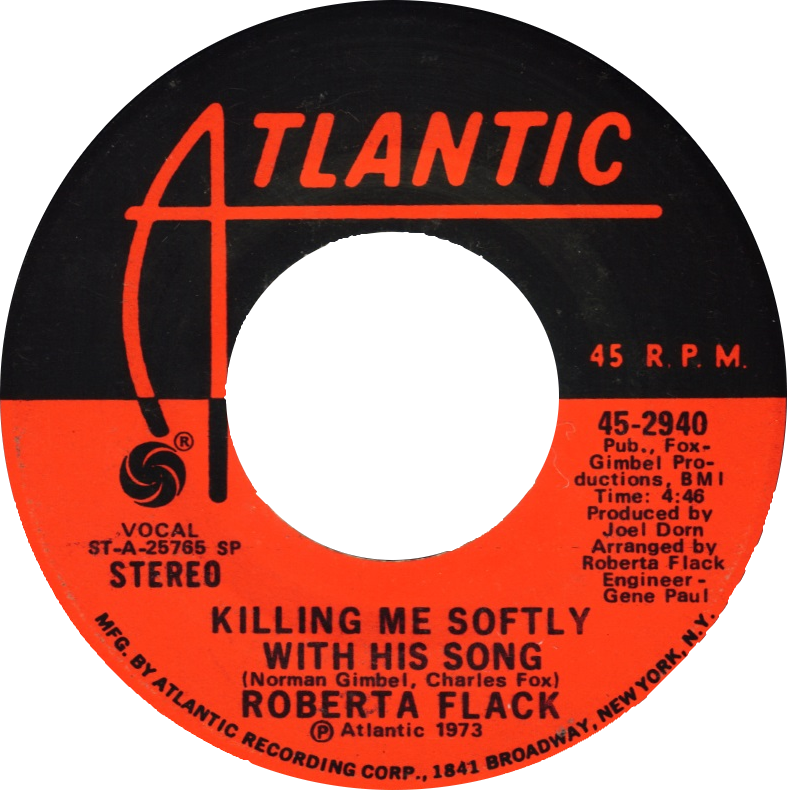
Version von Roberta Flack

American Airlines nahm den Song als Werbeaktion in ihr Musikprogramm auf. Auf einem Flug von Los Angeles nach New York City hörte Roberta Flack das Stück und war begeistert. Sie kontaktierte Fox wegen einer Coverversion. 1973 veröffentlichte sie ihre Version auf dem Album Killing Me Softly. Ihr Cover wurde zum internationalen Hit. Das Stück war in den USA mit fünf Wochen der am längsten auf Platz 1 stehende Song des Jahres 1973. Bei den Grammy Awards 1974 wurde er als Single des Jahres, Song des Jahres und Beste weibliche Gesangsdarbietung – Pop ausgezeichnet.
| ChartsChartplatzierungen       | Höchstplatzierung | Wochen |
| ------------------------------ | ----------------- | ------ |
| Deutschland (GfK)              | 30 (14 Wo.)       | 14     |
| Österreich (Ö3)                | 19 (4 Wo.)        | 4      |
| Schweiz (IFPI)                 | 32 (4 Wo.)        | 4      |
| Vereinigte Staaten (Billboard) | 1 (16 Wo.)        | 16     |
| Vereinigtes Königreich (OCC)   | 6 (14 Wo.)        | 14     |

| ChartsJahrescharts (1973)      | Platzierung |
| ------------------------------ | ----------- |
| Vereinigte Staaten (Billboard) | 3           |

Auszeichnungen für Musikverkäufe

| Land/Region               | Auszeichnungen für Musikverkäufe (Land/Region, Auszeichnung, Verkäufe) | Verkäufe  |
| ------------------------- | ---------------------------------------------------------------------- | --------- |
| Spanien (Promusicae)      | Platin                                                                 | 60.000    |
| Vereinigte Staaten (RIAA) | Gold                                                                   | 1.000.000 |
| Insgesamt                 | 1× Gold · 1× Platin ·                                                  | 1.060.000 |

## Version der Fugees
Einen weiteren Hit landete 1996 die Hip-Hop-Gruppe Fugees. Ihre Version von Killing Me Softly aus dem Album The Score erreichte in Deutschland, Österreich, der Schweiz und Großbritannien die Chartspitze. In den Vereinigten Staaten erreichte der Song Rang zwei der Airplaycharts. In den deutschen Airplaycharts platzierte sich Killing Me Softly für fünf Wochen an der Chartspitze. In Deutschland und Großbritannien belegte das Stück Rang eins der Single-Jahrescharts.
| ChartsChartplatzierungen     | Höchstplatzierung | Wochen |
| ---------------------------- | ----------------- | ------ |
| Deutschland (GfK)            | 1 (24 Wo.)        | 24     |
| Österreich (Ö3)              | 1 (21 Wo.)        | 21     |
| Schweiz (IFPI)               | 1 (28 Wo.)        | 28     |
| Vereinigtes Königreich (OCC) | 1 (23 Wo.)        | 23     |

| ChartsJahrescharts (1996)    | Platzierung |
| ---------------------------- | ----------- |
| Deutschland (GfK)            | 1           |
| Österreich (Ö3)              | 2           |
| Schweiz (IFPI)               | 6           |
| Vereinigtes Königreich (OCC) | 1           |

Auszeichnungen für Musikverkäufe

| Land/Region                  | Auszeichnungen für Musikverkäufe (Land/Region, Auszeichnung, Verkäufe) | Verkäufe  |
| ---------------------------- | ---------------------------------------------------------------------- | --------- |
| Australien (ARIA)            | 3× Platin                                                              | 210.000   |
| Belgien (BRMA)               | Platin                                                                 | 50.000    |
| Dänemark (IFPI)              | Gold                                                                   | 45.000    |
| Deutschland (BVMI)           | 2× Platin                                                              | 1.000.000 |
| Frankreich (SNEP)            | Platin                                                                 | 500.000   |
| Italien (FIMI)               | Platin                                                                 | 100.000   |
| Neuseeland (RMNZ)            | 4× Platin                                                              | 120.000   |
| Niederlande (NVPI)           | Platin                                                                 | 75.000    |
| Norwegen (IFPI)              | Platin                                                                 | 20.000    |
| Österreich (IFPI)            | Platin                                                                 | 50.000    |
| Schweden (IFPI)              | Gold                                                                   | 15.000    |
| Schweiz (IFPI)               | Gold                                                                   | 25.000    |
| Spanien (Promusicae)         | Platin                                                                 | 60.000    |
| Vereinigte Staaten (RIAA)    | 3× Platin                                                              | 3.000.000 |
| Vereinigtes Königreich (BPI) | 4× Platin                                                              | 2.400.000 |
| Insgesamt                    | 3× Gold · 23× Platin ·                                                 | 7.670.000 |

## Weitere Versionen
Ebenfalls 1973 coverte Manuela das Stück in der deutschen Übersetzung Etwas in mir wurde traurig. Zeitnah veröffentlichte Katja Ebstein Das Lied meines Lebens. Laut cover.info gibt es mindestens 150 weitere Coverversionen des Songs.
Auch im Film About a Boy oder: Der Tag der toten Ente von 2002 spielt der Song eine Rolle: Die junge Hauptfigur Marcus trägt ihn bei einem Wettbewerb seiner Schule vor und wird von seinen Mitschülern ausgelacht, aber sein (Ersatz-)Vater, gespielt von Hugh Grant, steht ihm bei.